# بيداء خضر بهنام
بيداء خضر بهنام يعقوب السلمان (1980 الرصافة، بغداد)، هي رياضية وسياسية عراقية، وعضو في مجلس النواب العراقي لدورتين، وعضو اللجنة النيابية للشباب والرياضة، واختيرت مقررة في مجلس النواب، ولاعبة كرة طائرة.

## حياتها
تخرجت بيداء من كلية التربية الرياضية جامعة بغداد 2004، حاصلة على التسلسل الرابع من ضمن العشر الاوائل في دراسة البكلوريوس، هي استاذة في كلية التربية الرياضية جامعة بغداد – الجادرية، مدربة منتخب الكلية والجامعة لكرة الطائرة، لاعبة نادي قرة قوش الرياضي لكرة الطائرة منذ عام 1990 ولغاية 2000م، وايضاً لاعبة المنتخب العراقي لكرة الطائرة - نساء منذ عام 2000 ولغاية 2015، وعضو في حركة بابليون المستقلة، وعضو في مجلس النواب العراقي لدورتي 2018 و2022. وعضو في اللجنة النيابية التي تخص الشباب والرياضة، كانت بيداء من ضمن الفريق النسوي العراقي لكرة الطائرة وكرة الريشة، وحصدت بعض اللقاب على المستوى المحلي.

## نشاطها البرلماني
طالبت بيداء لجنة التعديلات الدستورية في مجلس النواب العراقي بضرورة ادراج اسم السريان في الدستور بموجب مذكرة اكدت فيها على ان:

## انظر ايضاً
- مجلس النواب العراقي
- محمد الحلبوسي
- السريان
- برهم صالح
- مصطفى الكاظمي